# Menonitas en Bolivia
Los Menonitas en Bolivia están entre los más tradicionales y conservadores de todas las denominaciones menonitas en América. Son principalmente menonitas de Rusia de ascendencia neerlandesa, flamenca y alemana. En 2013 había alrededor de 70 000 menonitas viviendo en Bolivia, esa población ha crecido hasta alrededor de 150,000 en 2023, en gran medida a través de inmigración de otros países, especialmente México.William Kehler, un menonita que vive en Bolivia desde hace 30 años, publicó un trabajo donde informa que en el país existen al menos 120 colonias con una población aproximada de 150 mil personas.

## Historia

### Orígenes
A mediados del siglo XVI, los menonitas comenzaron a mudarse desde los Países Bajos hasta la región del delta del Vístula, buscando libertad religiosa y exención del servicio militar. Allí gradualmente reemplazaron sus idiomas holandés y frisio con el dialecto Plautdietsch hablado en la zona, mezclando en él elementos de sus lenguas nativas. Los menonitas de origen holandés se unieron a menonitas de otras partes del norte de Alemania.
En 1772, la mayor parte de las tierras menonitas en el área del Vístula se convirtió en parte del Reino de Prusia en la primera de las Particiones de Polonia. Federico Guillermo II de Prusia subió al trono en 1786 e impuso fuertes tarifas a los menonitas a cambio de una exención militar continua.

### Migraciones anteriores

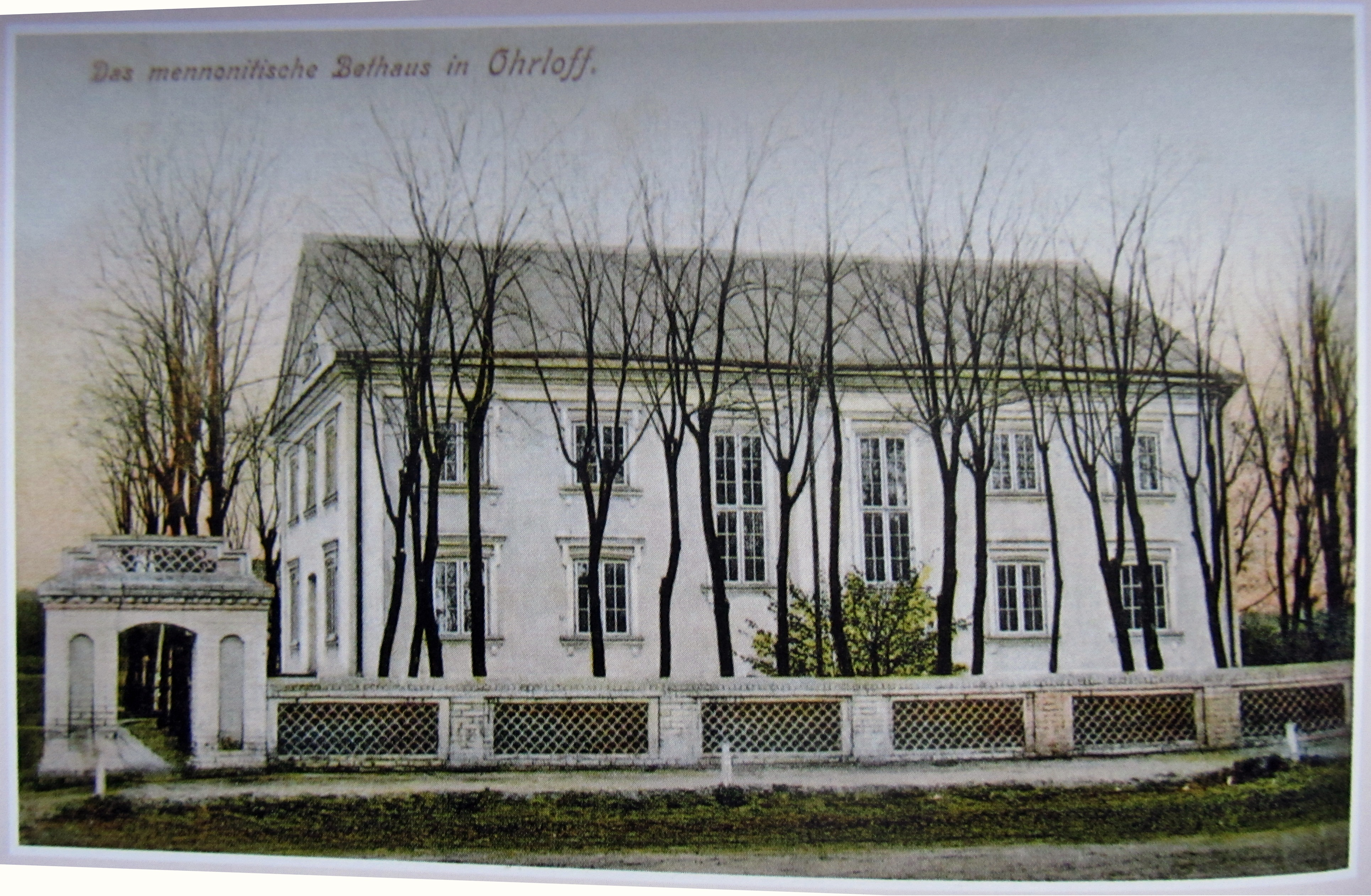
Iglesia menonita en Ohrloff, hoy Orlove (Орлове), en el Imperio Ruso (1905).

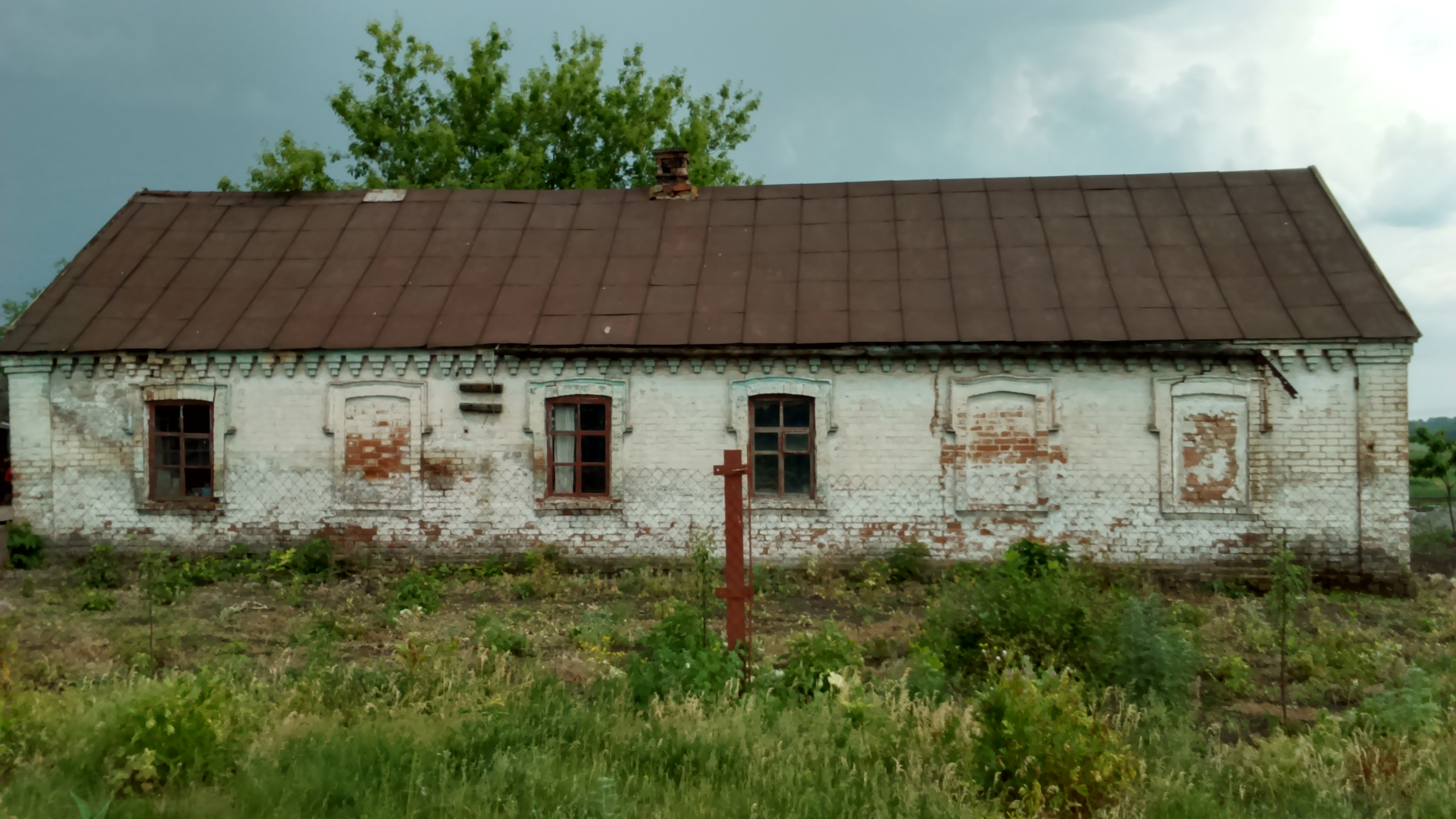
Casa en Ucrania que fue construida por menonitas.

En la década de 1760, Catalina la Grande de Rusia invitó a menonitas de Prusia (y a otros campesinos de Europa) a establecerse en tierras y granjas al norte del Mar Negro en lo que hoy es Ucrania, cerca de Zaporizhia, a cambio de libertad religiosa y exención del servicio militar, una condición previa basada en su compromiso con la no violencia. Los antepasados de los menonitas bolivianos se establecieron en la sección ucraniana del Imperio ruso en dos oleadas principales en los años 1789 y 1804, dejando Danzig y el delta polaco del Vístula porque estaban siendo anexados por Prusia. Después de que Rusia introdujo la conscripción general en 1874, muchos menonitas emigraron a EE. UU. y Canadá.
Tras 1873, unos 11 000 abandonaron el Imperio ruso y se establecieron en Manitoba, Canadá, y un número igual se fue a Kansas, Nebraska y el Territorio de Dakota. Los menonitas rusos se establecieron en Canadá hasta que se implementó una educación obligatoria universal y secular en 1917 que requería el uso del idioma inglés, lo que los menonitas más conservadores veían como una amenaza para la base religiosa de su comunidad.

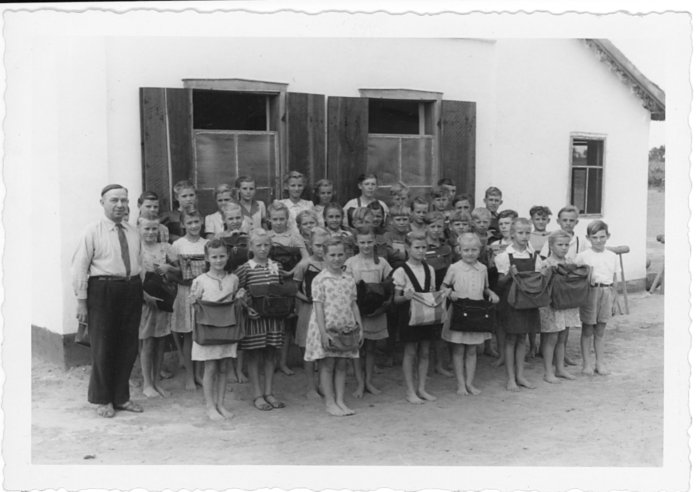
Maestro y alumnos menonitas en Paraguay en 1949.

Los menonitas más conservadores de Rusia, unas 6 000 personas, abandonaron Canadá entre 1922 y 1925 y se establecieron en México. Otros 1 800 menonitas más conservadores emigraron a la región del Chaco en Paraguay en 1927. En 1930 y en 1947, los menonitas paraguayos fueron acompañados por menonitas que venían directamente de Rusia. En los años posteriores a 1958, unos 1 700 menonitas de los asentamientos mexicanos se mudaron a lo que entonces era la Honduras británica y hoy es Belice.

### Bolivia
El gobierno boliviano concedió un privilegio a futuros inmigrantes menonitas, incluyendo la libertad de religión, escuelas privadas y exención del servicio militar en la década de 1930, pero esto no se implementó hasta la década de 1950.
Entre 1954 y 1957, un primer grupo de 37 familias de varias colonias menonitas en Paraguay estableció la colonia Tres Palmas, a 25 km al noreste de Santa Cruz de la Sierra. Pronto, se estableció una segunda colonia a cinco km de distancia de Tres Palmas por un grupo de 25 familias conservadoras de Colonia Menno en Paraguay. Los colonos de Paraguay tenían experiencia y estaban bien preparados para practicar la agricultura en un clima subtropical. En 1959, la población menonita total en Bolivia era de 189.
En 1963, se fundaron nuevos asentamientos donde menonitas de Paraguay y Canadá vivían juntos. En 1967, menonitas de México y de sus colonias hijas en Belice comenzaron a establecerse en el departamento de Santa Cruz. La colonia Las Piedras, fundada en 1968, fue la primera colonia fundada exclusivamente por menonitas de Canadá. La mayoría de los colonos en Bolivia eran menonitas tradicionales que querían separarse más del "mundo". En total, había aproximadamente 17,500 menonitas viviendo en 16 colonias en Bolivia para 1986, de los cuales casi 15,000 eran menonitas de la Vieja Colonia y 2,500 menonitas del grupo Bergthal o del grupo Sommerfeld.

## Colonias y población
En 1995, había un total de 25 colonias menonitas en Bolivia con una población total de 28 567. Las más pobladas eran Riva Palacios (5 488), Swift Current (2 602), Nueva Esperanza (2 455), Valle Esperanza (2 214) y Santa Rita (1 748). En 2002 había 40 colonias menonitas con una población de aproximadamente 38,000 personas. Un alcance de menonitas conservadores se puede encontrar en La Estrella, con otros en progreso.
La población total fue estimada en 60 000 por Lisa Wiltse en 2010.
En 2012 había 23 818 miembros de iglesia en congregaciones de menonitas de Rusia, indicando una población total de aproximadamente 7 000. Otros 1 170 menonitas estaban en congregaciones de habla española. El número de colonias era de 57 en 2011.
Martyna Wojciechowska, una periodista polaca, creó un documental de televisión sobre la colonia en Santa Rita, como parte de su programa de televisión Kobieta na krańcu świata, que se emitió en la televisión polaca el 1 de octubre de 2017. Una encuesta de 2020 encontró que hay más de 200 colonias menonitas en nueve países americanos, con 99 en Bolivia.